# スービーズソース

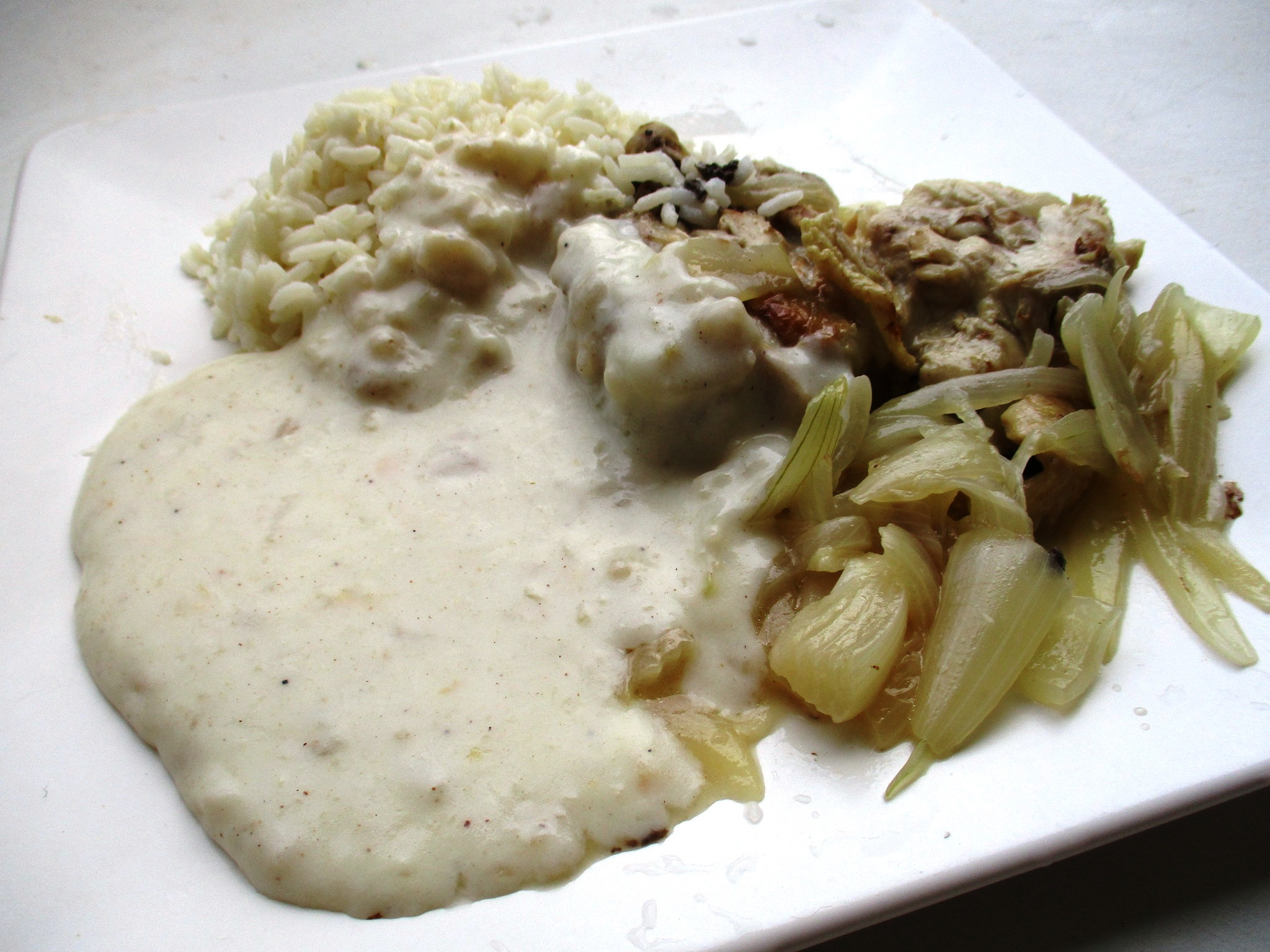
スービーズソースとライスを添えたチキン

スービーズソース（フランス語: sauce Soubise、sauce à la Soubise）はフランス料理のソースの一種。
ベシャメルソースに生クリーム、タマネギ、バターを加えたソースである。ベシャメルソースではなく米を使うレシピもある。スービースソースとも。
名称は、18世紀にフランス元帥だったシャルル・ド・ロアン (スービーズ公)に因む。

## 概要
スービーズソースは白いソースである。
今日調理されるスービーズソースはオーギュスト・エスコフィエによるレシピがベースとなっており、上述のようにベシャメルソースを用いるほかに、米、ホワイトコンソメ、砂糖、バターを煮込んだものを布で濾して、同様にバターと生クリームと湯通し蒸し煮したタマネギと合わせる。ベシャメルソースのほうが味が良く滑らかな口当たりに仕上がるが、米を用いたもののほうがよりしっかし仕上がるため、どちらのスービーズソースにするかは、組みあわせる料理によって決めるべきである。

## 歴史
18世紀のフランスでは、上流貴族階級の人々の間に自身で料理をしたり、新しいソースを考案して自分の名前を付けることが流行していた。スービーズ公もまた料理好きであり、スービーズソースもこういった流行に則って考案され、名づけられたものだとされる。
文献にスピーシーズソースが登場するのは、時代が下って、アントナン・カレームが記し、1833年に出版された『19世紀のフランス料理術（L'art de la cuisine française au XIXe siècle』第3巻で、「Sause à la soubise」という項でレシピが紹介されている。ここでは、薄切りにしたタマネギを湯通しし、バターとコンソメと共にキャセロール鍋に入れて弱火で煮込み、火が通ったら水気を切ってコンソメ、ベシャメルソース、ナツメグ、上白糖などを加えて、目の細かい濾し布で濾して作る。
アントナン・カレームより70年ほど後のオーギュスト・エスコフィエ時代までには、上述のようにベシャメルソースを用いる他に米を用いるレシピも考案されている。